# لسرز
شهر لسرز  در بخش کوسونه  در ایالت وو در کشور سوئیس  واقع شده‌است که  ۱٬۷۰۰  نفر  جمعیت دارد.

## نگارخانه

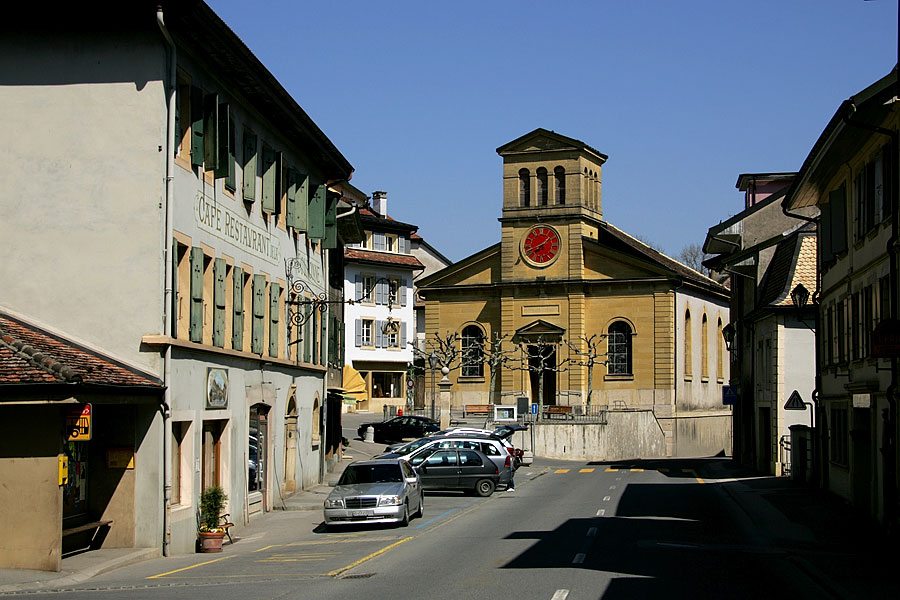
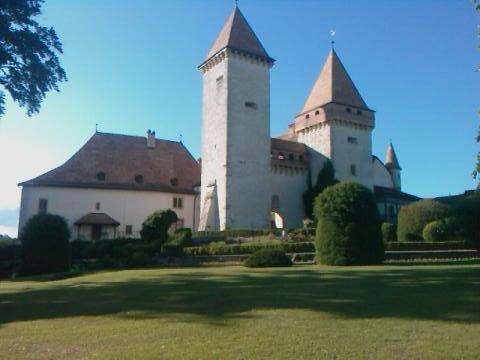